# Croacia Blanca

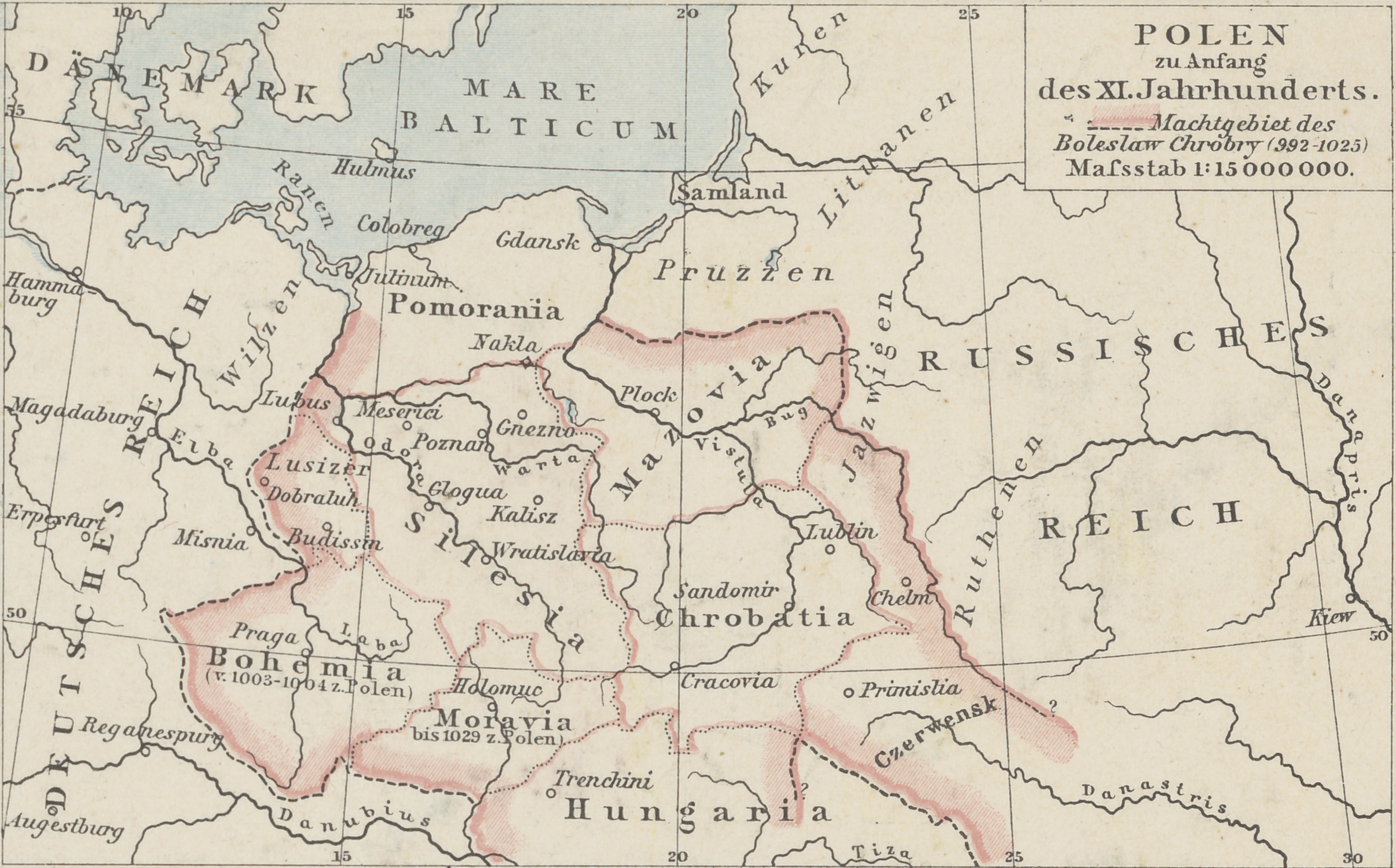
La Chrobatia en un mapa de Polonia bajo el reinado de Boleslao I de Polonia -cliquear sobre la imagen para verla en detalle-.

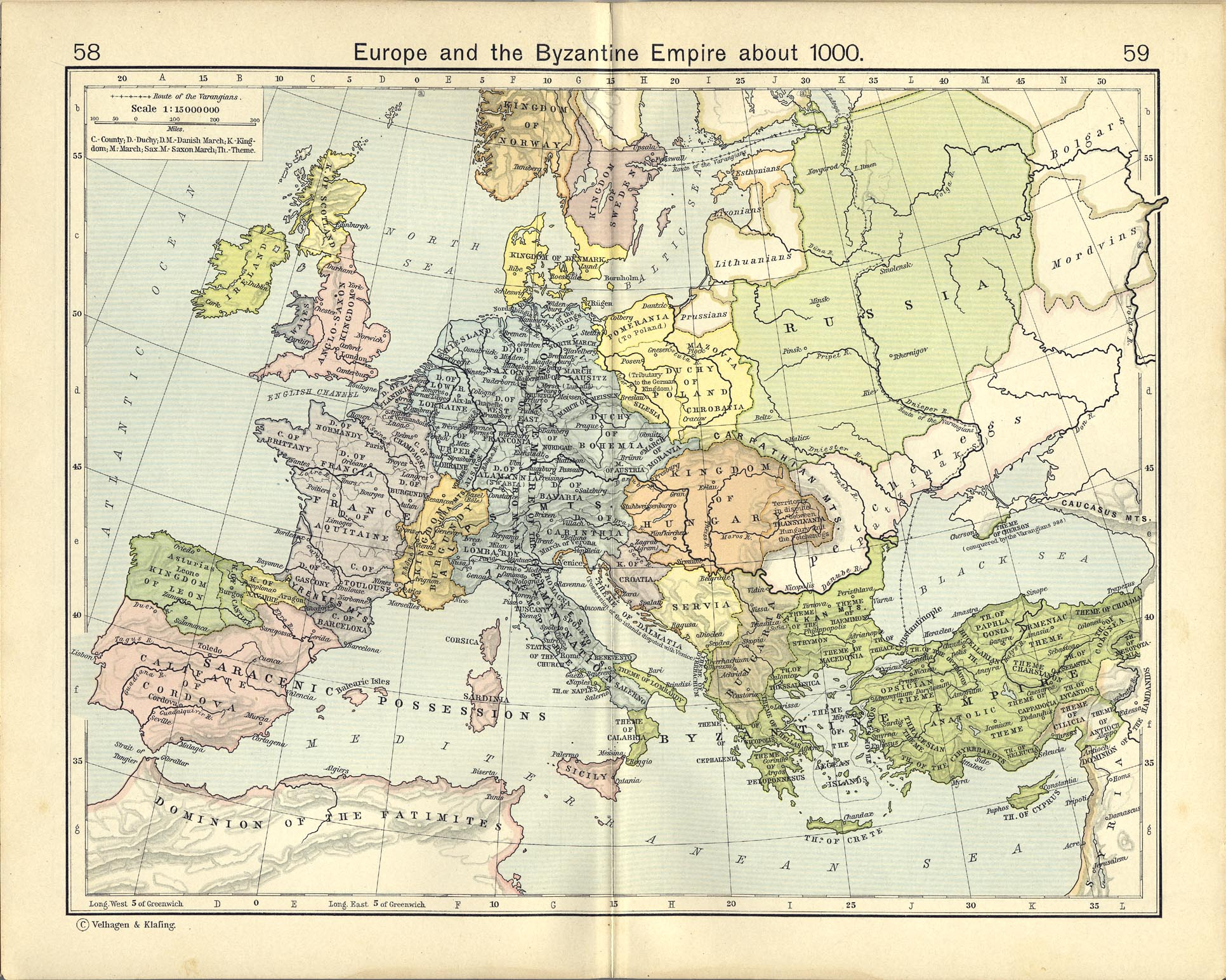
Chrobatia en un mapa que representa a Europa hacia el año 1000.

Croacia Blanca (en croata actual: Bijela Hrvatska, en polaco: Biała Chorwacja; en serbio: Bela Hrvatska, en ucraniano actual: Білі хорватиa/Bili xorbatia; latinizado como Chrobatia, e incluso Crobatia) es el antiguo nombre dado a una región cuya localización precisa es discutida, aunque existe la certeza de su ubicación en el este de la Europa Central al norte de Hungría, al este de Moravia y al sur de Mazovia, incluyendo zonas orientales de Silesia y occidentales del territorio actualmente llamado Pequeña Polonia y quizás de la Galitzia. Presumiblemente en el siglo VII incluyó en algunas ocasiones a la Serbia Blanca, siendo en aquel entonces adyacente al Imperio carolingio.

## Historia
Esta región estuvo habitada durante el Alto Medioevo por la tribu eslava occidental de los croatas blancos, los cuales son considerados los antecesores culturales de los actuales croatas dináricos.
Presionados por los germanos y los polacos y llamados por los emperadores bizantinos para combatir a los ávaros, los croatas blancos emigraron durante el siglo VII desde la región carpática hasta llegar a Dalmacia, posiblemente junto con los serbios blancos, que procedían de la Serbia Blanca (o Sorabia).
A pesar de esta migración en masa a los Balcanes, siguió manteniéndose población croata en la Croacia Blanca y existió un Estado bielocroata en la región. Se conocen los nombres de varios príncipes de la Croacia Blanca:
- Gostomil, que dirigió a su pueblo a mediados del siglo IX.
- Slavenic, a finales del siglo X.
- Sobjleslav (también llamado (Soběbor).

En el año 995 un ejército checo procedente de Bohemia y Moravia invadió el principado de la Croacia Blanca y destruyó su capital, Libice. Poco después los croatas blancos fueron invadidos por el recién creado Reino de Polonia. El último de sus príncipes, Sobjeslav, fue asesinado por los polacos cerca de Praga en 1004.
Los croatas blancos fueron asimilados progresivamente por sus pueblos vecinos, aunque subsistió una identidad étnica diferenciada hasta tiempos modernos.